# Rinaldo d'Aquino
Rinaldo d'Aquino (Montella, 1227/28 – 1279/81) è stato un poeta italiano vicino a Federico II di Svevia ed esponente della scuola siciliana. Di professione era un notaio.

## Biografia
La sua biografia è alquanto incerta. Si pensa appartenesse alla stessa famiglia di san Tommaso, che fosse stato nominato falconiere dell'imperatore nel 1240 e che abbia successivamente tradito Manfredi alleandosi con Carlo d'Angiò, che gli donò un feudo a Roccasecca.

La tesi storicamente più accreditata sembra essere quella di Mario Garofalo  che lo vuole nato nell'ultimo decennio del XII sec. dalla nobile Teodora e da Landolfo, e quindi fratello e non figlio o nipote di Filippo e di San Tommaso. Francesco Scandone era stato il primo a sostenerne la provenienza da Montella, dove sarebbe nato a Palazzo Virnicchi e avrebbe esercitato l'attività di falconiere. La conferma della sua origine montellese ci viene dallo stesso poeta che, nella canzone Amorosa donna fina, si qualifica tale: 

### Opera poetica
Chiamato messere in alcuni canzonieri, di lui rimangono un sonetto e dodici canzoni (tra cui  Per fin amore vao si allegramente , citata da Dante Alighieri, e  Già mai non mi lamento, dedicata alla Sesta crociata).
I "Codici" gli attribuiscono 11 componimenti, 9 canzoni e 2 sonetti (per altre 2 canzoni vi è discordanza nell'attribuzione). Fra queste, è assai nota una canzone amorosa, Lamento per la partenza del Crociato.
Il tema delle sue liriche è prettamente amoroso, anche se ha utilizzato anche un tono popolareggiante. È inoltre considerato un bravo retore più che un vero e proprio poeta.